# Rally Rías Baixas de 2000
El Rally Rías Baixas de 2000, 36.º Rally Rías Baixas, fue la trigesimosexta edición y la octava cita de la temporada 2000 del Campeonato de España de Rally. Fue también puntuable para el Desafío Peugeot y para la Copa Ibiza. Se celebró del 21 al 23 de julio y contó con un itinerario de doce tramos que sumaban un total de 155,24 km cronometrados.

## Itinerario
| Día   | Tramo | Nombre                | Distancia | Ganador        | Tiempo | Líder       |
| ----- | ----- | --------------------- | --------- | -------------- | ------ | ----------- |
| Día 1 | TC1   | Villasobroso-Oliveira | 14.55 km  | Jesús Puras    | 8:38.0 | Jesús Puras |
| Día 1 | TC2   | Salceda-Budiño        | 13.53 km  | Jesús Puras    | 8:18.0 | Jesús Puras |
| Día 1 | TC3   | Morgadans-Chenlo      | 9.72 km   | Jesús Puras    | 5:28.0 | Jesús Puras |
| Día 1 | TC4   | Villasobroso-Oliveira | 14.55 km  | Jesús Puras    | 8:28.0 | Jesús Puras |
| Día 1 | TC5   | Salceda-Budiño        | 13.53 km  | Luis Monzón    | 8:27.0 | Luis Monzón |
| Día 1 | TC6   | Morgadans-Chenlo      | 9.72 km   | Luis Monzón    | 5:42.0 | Luis Monzón |
| Día 1 | TC7   | Barciademera-Covelo   | 10.72 km  | Luis Monzón    | 6:31.0 | Luis Monzón |
| Día 1 | TC8   | Maceira-Sabaxans      | 14.70 km  | Luis Monzón    | 9:25.0 | Luis Monzón |
| Día 1 | TC9   | Riofrío-San Vicente   | 14.40 km  | Luis Monzón    | 8:38.0 | Luis Monzón |
| Día 1 | TC10  | Barciademera-Covelo   | 10.72 km  | Luis Monzón    | 6:40.0 | Luis Monzón |
| Día 1 | TC11  | Maceira-Sabaxans      | 14.70 km  | Sergio Vallejo | 9:39.0 | Luis Monzón |
| Día 1 | TC12  | Riofrío-San Vicente   | 14.40 km  | Sergio Vallejo | 9:05.0 | Luis Monzón |

## Clasificación final
| Pos. | Piloto              | Copiloto            | Automóvil                    | Tiempo    | Diferencia |
| ---- | ------------------- | ------------------- | ---------------------------- | --------- | ---------- |
| 1.   | Luis Monzón         | José Carlos Déniz   | Peugeot 306 Maxi             | 1:35:43.0 | 0.0        |
| 2.   | Sergio Vallejo      | Diego Vallejo       | Fiat Punto Kit Car           | 1:38:24.0 | +2:41.0    |
| 3.   | Miguel Ángel Fuster | José Vicente Medina | Citroën Saxo Kit Car         | 1:38:48.0 | +3:05.0    |
| 4.   | Manuel Cabo         | Tomás Aguado        | Citroën Saxo Kit Car         | 1:38:55.0 | +3:12.0    |
| 5.   | Germán Castrillón   | José Manuel López   | Mitsubishi Lancer Evo VI     | 1:40:47.0 | +5:04.0    |
| 6.   | Ignacio Sanfilippo  | Ezequiel Nazábal    | Mitsubishi Carisma GT Evo VI | 1:40:51.0 | +5:08.0    |
| 7.   | Dani Solà           | David Moreno        | SEAT Ibiza GTi 16V Júnior    | 1:41:51.0 | +6:08.0    |
| 8.   | Joan Vinyes         | Xavier Lorza        | SEAT Ibiza GTi 16V Júnior    | 1:42:24.0 | +6:41.0    |
| 9.   | Paco Fransico Roig  | Checho Salom        | Mitsubishi Lancer Evo VI     | 1:43:58.0 | +8:15.0    |
| 10.  | Jorge Marcos        | Roberto Figueirido  | Citroën Saxo VTS             | 1:44:14.0 | +8:31.0    |